# Коя (Сільський округ)
Ко́я (англ. Koya) — одне із 4 вождівств Сільського округу Західної області Сьєрра-Леоне. Адміністративний центр — місто Ньютон.
Населення округу становить 70423 особи (2015; 24828 в 2008, 22996 в 2004).

## Адміністративний поділ
У адміністративному відношенні вождівство складається з 6 секцій:
| № | Назва    | Оригінальна назва | Площа, км² | Населення, осіб (2008) | Адміністративний центр |
| - | -------- | ----------------- | ---------- | ---------------------- | ---------------------- |
| 1 | Маґбафті | Magbafti          | -          | 8051                   | Маґбафті               |
| 2 | Мадонке  | Madonkeh          | -          | 10032                  | Мадонке                |
| 3 | Маламбай | Malambay          | -          | 6745                   | Маламбай               |
| 4 | Ньютон   | Newton            | -          | 10032                  | Ньютон                 |
| 4 | Сонґо    | Songo             | -          | 10032                  | Сонґо                  |
| 4 | Фабайна  | Fabaina Area      | -          | 8051                   | Фабайна                |